# Campeonato Brasileiro Série B 2012
Il Campeonato Brasileiro Série B 2012 (in italiano Campionato Brasiliano Serie B 2012) è stato la 31ª edizione del secondo livello del campionato brasiliano di calcio. Il Goiás ha vinto il campionato per la seconda volta.

## Formula
Girone all'italiana con partite di andata e ritorno. Sono promosse in Série A le prime quattro squadre classificate, mentre sono retrocesse in Série C le ultime quattro classificate.

In caso di arrivo a pari punti tra due o più squadre, per determinarne l'ordine in classifica sono utilizzati, nell'ordine, i seguenti criteri:
1. Maggior numero di vittorie;
2. Miglior differenza reti;
3. Maggior numero di gol segnati;
4. Confronto diretto (solo nel caso di arrivo a pari punti di due squadre);
5. Minor numero di espulsioni;
6. Minor numero di ammonizioni;
7. Sorteggio.

## Partecipanti
| Squadra          | Città              | Stato               | Stagione 2011        |
| ---------------- | ------------------ | ------------------- | -------------------- |
| ABC              | Natal              | Rio Grande do Norte | 10º posto in Série B |
| América-RN       | Natal              | Rio Grande do Norte | 4º posto in Série C  |
| América-MG       | Belo Horizonte     | Minas Gerais        | 19º posto in Série A |
| ASA              | Arapiraca          | Alagoas             | 16º posto in Série B |
| Athl. Paranaense | Curitiba           | Paraná              | 17º posto in Série A |
| Avaí             | Florianópolis      | Santa Catarina      | 20º posto in Série A |
| Boa Esporte      | Varginha           | Minas Gerais        | 7º posto in Série B  |
| Bragantino       | Bragança Paulista  | San Paolo           | 6º posto in Série B  |
| Ceará            | Fortaleza          | Ceará               | 18º posto in Série A |
| CRB              | Maceió             | Alagoas             | 2º posto in Série C  |
| Criciúma         | Criciúma           | Santa Catarina      | 14º posto in Série B |
| Goiás            | Goiânia            | Goiás               | 11º posto in Série B |
| Grêmio Barueri   | Barueri            | San Paolo           | 9º posto in Série B  |
| Guarani          | Campinas           | San Paolo           | 12º posto in Série B |
| Guaratinguetá    | Guaratinguetá      | San Paolo           | 8º posto in Série B  |
| Ipatinga         | Ipatinga           | Minas Gerais        | 3º posto in Série C  |
| Joinville        | Joinville          | Santa Catarina      | 1º posto in Série C  |
| Paraná           | Curitiba           | Paraná              | 13º posto in Série B |
| São Caetano      | São Caetano do Sul | San Paolo           | 15º posto in Série B |
| Vitória          | Salvador           | Bahia               | 5º posto in Série B  |

## Classifica finale
Fonte: sito ufficiale CBF
|  | Pos. | Squadra          | Pt | G  | V  | N  | P  | GF | GS | DR  |
|  | ---- | ---------------- | -- | -- | -- | -- | -- | -- | -- | --- |
|  | 1.   | Goiás            | 78 | 38 | 23 | 9  | 6  | 75 | 37 | +38 |
|  | 2.   | Criciúma         | 73 | 38 | 22 | 7  | 9  | 78 | 57 | +21 |
|  | 3.   | Athl. Paranaense | 71 | 38 | 21 | 8  | 9  | 65 | 37 | +28 |
|  | 4.   | Vitória          | 71 | 38 | 21 | 8  | 9  | 59 | 43 | +16 |
|  | 5.   | São Caetano      | 71 | 38 | 20 | 11 | 7  | 58 | 38 | +20 |
|  | 6.   | Joinville        | 60 | 38 | 17 | 9  | 12 | 58 | 40 | +18 |
|  | 7.   | Avaí             | 59 | 38 | 18 | 5  | 15 | 44 | 42 | +2  |
|  | 8.   | América-MG       | 55 | 38 | 16 | 7  | 15 | 63 | 58 | +5  |
|  | 9.   | América-RN       | 54 | 38 | 14 | 12 | 12 | 60 | 61 | -1  |
|  | 10.  | Paraná           | 52 | 38 | 14 | 10 | 14 | 50 | 47 | +3  |
|  | 11.  | Ceará            | 47 | 38 | 12 | 11 | 15 | 51 | 52 | -1  |
|  | 12.  | ABC              | 45 | 38 | 11 | 12 | 15 | 50 | 52 | -2  |
|  | 13.  | ASA              | 44 | 38 | 13 | 5  | 20 | 48 | 56 | -6  |
|  | 14.  | Bragantino       | 44 | 38 | 12 | 8  | 18 | 45 | 53 | -8  |
|  | 15.  | Boa Esporte      | 44 | 38 | 11 | 11 | 16 | 51 | 63 | -12 |
|  | 16.  | Guaratinguetá    | 43 | 38 | 13 | 4  | 21 | 41 | 63 | -22 |
|  | 17.  | CRB              | 42 | 38 | 12 | 6  | 20 | 47 | 67 | -20 |
|  | 18.  | Guarani          | 41 | 38 | 10 | 11 | 17 | 36 | 47 | -11 |
|  | 19.  | Ipatinga         | 31 | 38 | 8  | 7  | 23 | 38 | 73 | -35 |
|  | 20.  | Grêmio Barueri   | 30 | 38 | 7  | 9  | 22 | 38 | 69 | -31 |

Legenda:

      Promosse in Série A 2013
      Retrocesse in Série C 2013
Note:

Tre punti a vittoria, uno a pareggio, zero a sconfitta.